# Pleuraphodius hospes
Pleuraphodius hospes är en skalbaggsart som beskrevs av S. Endrödi 1964. Pleuraphodius hospes ingår i släktet Pleuraphodius och familjen Aphodiidae. Inga underarter finns listade i Catalogue of Life.